# Henry Erskine (1710-1765)
Henry (Harry) Erskine (ca 1710 - York, 9 augustus 1765), vijfde baronet van Alva (Clackmannanshire), was een Brits luitenant-generaal en politicus.
Hij was de tweede zoon van John Erskine, 3e baronet van Alva, die in 1739 door een ongeluk om het leven kwam, en Catherine St. Clair, tweede dochter van Henry St. Clair, 10e lord Sinclair.
Sir Henry was een militair en diende in het 1e regiment Royal Scots in de Zuidelijke Nederlanden, waar zijn broer, Charles Erskine, 4e baronet van Alva, majoor in hetzelfde regiment, op 2 juli 1747, in de Slag bij Lafelt, sneuvelde.
Erskine vertegenwoordigde in 1749 Ayr in het Britse lagerhuis en van 1754 tot zijn dood Anstruther. Hij was secretaris van de Orde van de Distel.
Hij trouwde in 1761 met Janet, dochter van Peter Wedderburn uit Chesterhall, bij wie hij twee zoons en één dochter had. Zijn oudste zoon, James, volgde hem in 1765 op als baronet van Alva.
- Virtual International Authority File: 315658969